# Lion Heart (canção)
"Lion Heart" é uma canção da girl group sul-coreana Girls' Generation. Foi lançada em 18 de agosto de 2015 como segundo single do quinto álbum de estúdio, Lion Heart.

## Antecedentes
Lion Heart foi composto por Jam Factory e Joy Factory, enquanto foi produzido por Sean Alexander, Darren "Baby Dee Beats" Smith e Claudia Brant. A música é sobre um garoto que tem incontroláveis sentimentos por outras garotas enquanto está em um relacionamento. Ao mesmo tempo, sua namorada está tentando ajudá-lo a controlar seus sentimentos. Girls' Generation canta a música no ponto de vista da garota, expressando como elas querem ajudar o garoto e seus sentimentos como domar um leão.

## Vídeo musical
O vídeo musical narra uma história onde os membros de Girls' Generation se apaixonam por um protagonista masculino. Elas, então, se irritam e se afastam do que o trapaceiro disse. A coreografia para a canção foi criada por ambos coreógrafos americanos, Tony Testa e Shim Jaewon.

## Desempenho nas tabelas musicais

### Posições
| País                                  | Melhor posição |
| ------------------------------------- | -------------- |
| Coreia do Sul (Gaon Single Chart)     | 4              |
| Japão (Billboard Hot 100)             | 49             |
| Mundo (Billboard World Digital Songs) | 4              |

### Vendas
| País          | Vendas  |
| ------------- | ------- |
| Coreia do Sul | 974.627 |